# Дунин-Горкавич, Александр Александрович
Алекса́ндр Алекса́ндрович Ду́нин-Горка́вич (1854—1927) — исследователь Севера Западной Сибири, лесничий, краевед.

## Биография

### Ранние годы
Родился в семье губернского секретаря Александра Иосифовича Горкавича, который был обедневшим польским шляхтичем. Первая часть к фамилии была присоединена Александром Александровичем позже, по детскому прозвищу.
Молодой человек закончил Гродненскую классическую гимназию, после которой поступил в Лисинское лесное училище. В 1873 г. по окончании учёбы ему были присвоены специальность — техник-лесовод и низшая техническая должность — лесной кондуктор.
Начал службу в Царскосельском лесничестве.
В 1875 г. был призван для воинской службы в лейб-гвардии гренадерский полк имени Его Императорского Величества Александра II. Принимал участие в русско-турецкой войне 1877-78 годов в звании унтер-офицера, в том числе в знаменитом сражении под Плевной. Был награждён медалью «За храбрость», вручавшейся «за отличия в боевых действиях, а также за подвиги, проявленные в схватках с нарушителями общественного порядка и хищными зверями».
После демобилизации трудился в лесах Самарской, Нижегородской и Рязанской губерний.

### Во главе Самаровского лесничества
В 1890 году в 36-летнем возрасте переведён в Сибирь, где возглавил Самаровское лесничество Тобольской губернии, крупнейшее в стране. Здесь начинается формирование Дунина-Горкавича как учёного, чему способствовало знакомство в 1894 г. с членом правления и хранителем фондов Тобольского губернского музея, губернским агрономом Н. Л. Скалозубовым. Он помог выработать научную методологию исследований А. А. Дунина-Горкавича: комплектование коллекции предметов быта и орудий труда коренных народов Среднего Приобья Александр Александрович организовал согласно программе сбора этнографических предметов, разработанной Скалозубовым, особое внимание обращая на точность характеристик каждой группы ханты по языку, одежде и обычаям. Н. Л. Скалозубов способствовал подготовке публикаций начинающего исследователя.
В 1895—1897 гг. Дунин-Горкавич и Скалозубов входили в состав комиссий по «выработке мер для поднятия рыбных промыслов и вообще улучшения экономического быта инородцев Тобольской губернии» (1895), по исследованию лесов севера Тобольской губернии (1897), по «изысканию мер, которые могли быть предприняты для возможного улучшения материального положения ваховских инородцев» (1897).
А. А. Дунин-Горкавич положил начало коллекциям образцов деревьев с южных и северных границ распространения хвойных пород, которая получила высокую оценку профессора Д. И. Менделеева. Самаровский лесничий принимал активной участие в подготовке экспозиции Тобольской губернии на Курганской сельскохозяйственной и кустарной выставке 1895 г., ставшей генеральной «репетицией перед большим дебютом» на Нижегородской ярмарке. Особый интерес пятого раздела Тобольской экспозиции (лесоводство) привлекли экспонаты об особенностях быта, ведения хозяйства и промыслов коренного населения севера. Императорское общество любителей естествознания, антропологии и этнографии на заседании 11 апреля 1896 г. по предложению Комитета Курганской сельскохозяйственной и кустарно-промышленной выставки наградило Дунина-Горкавича серебряной медалью «за опыт собирания систематической коллекции предметов домашнего быта и принадлежностей рыболовства и звероловства обитателей северной части Тобольской губернии» и «за фотографические снимки инородцев».
Лучшие экспонаты Курганской выставки, переданные в Тобольский губернский музей, послужили основой для комплектования «Северного отдела» Всероссийской художественно-промышленной выставки в Нижнем Новгороде (1896). В сводном каталоге была выделена коллекция А. А. Дунина-Горкавича из 103 предметов, собранных у остяков, преимущественно в Сургутском крае и немного в Березовском". «За научную ценность составленной коллекции по этнографии и промыслам остяков» Выставочный комитет присудил Александру Александровичу диплом II разряда за № 2425.

### Вклад в музейное дело
29 апреля 1896 года Александр Александрович впервые отмечен в протоколах заседаний общественного Комитета Тобольского губернского музея, став его членом. 2 октября 1897 г., на общем годичном собрании было заслушано представление «о заслуживающих внимания заслугах перед музеем члена его — самаровского лесничего А. А. Дунина-Горкавича, доставившего в Музей интересную коллекцию предметов быта остяков, материал по исследованию лесов и промыслов инородцев, а так же часть средств на издание 8-й книжки „Ежегодника“ Тобольского музея». Председатель собрания предложил избрать Дунина-Горкавича, «ввиду оказанных им услуг музею», членом-соревнователем и получил поддержку присутствующих.
Дружеские и профессиональные отношения связывали Дунина-Горкавича с директором народных училищ Тобольской губернии, педагогом, общественным деятелем и активным членом музея Григорием Яковлевичем Маляревским. Последний являлся членом распорядительного комитета Тобольского губернского музея, участником общественных докладов по педагогике, образованию и школьному делу, одним из авторов «Ежегодника».
Дунин-Горкавич стал действительным членом Общества судоходства, Тобольского губернского статистического комитета. В 1896—1897 гг. он отвечал за подготовку и проведение всеобщей всероссийской переписи населения в Сургутском округе, а после её завершения был удостоен бронзовой медали «За труды по первой всеобщей переписи населения в 1897 году».
В 1898 г. Дунин-Горкавич начал обследование лесных ресурсов на вверенной его контролю территории. Подсчитано, что за 5 лет он проехал и прошёл в ходе своих изысканий от 27 тысяч до 50 тысяч километров, составив карты Тобольского Севера, на которые были подробно нанесены почти все населённые пункты и рыболовные угодья. Эти материалы сохранили актуальность до наших дней. Он начал внедрять огородничество в северных широтах — в районе Берёзова и Сургута.

### Признание
Вклад А. А. Дунина-Горкавича в комплектование коллекций для Курганской и Нижегородской выставок нашёл отклик в столице. Сенатор и учёный П. П. Семёнов-Тян-Шанский, на которого было возложено общее руководство подготовкой Окраинного отдела ко Всемирной выставке в Париже в 1900 г., в письме тобольскому губернатору Л. М. Князеву отметил Тобольский губернский музей как «успевший в короткий срок своего существования зарекомендовать себя солидными работами по изучению края», а также труды Н. Л. Скалозубова и А. А. Дунина-Горкавича: «При помощи этих и других лиц и музея, я не сомневаюсь, что Ваше Превосходительство будет иметь возможность представить с достаточной полнотой и ясностью характерные черты вверенной Вам губернии, которая, как самая населенная и ближайшая из сибирских губерний, возбудит особый интерес в иностранцах, желающих ознакомиться с русскими окраинами и в особенности с Сибирью».
Для Парижской выставки Дунин-Горкавич подготовил большую этнографическую коллекцию ханты реки Вах — 84 экспоната, впоследствии переданную Тобольскому музею, за что музей был награжден Большой бронзовой медалью и дипломом.
В ноябре 1909 г. А. А. Дунину-Горкавичу последовало личное приглашение распорядительного комитета Первой Западно-Сибирской сельскохозяйственной, лесной и торгово-промышленной выставки в Омске (1910), для которой исследователь представил трёхтомную монографию «Тобольский север», «Справочную книжку Тобольской губернии», «Русско-остяцко-самоедский практический словарь», отдельные оттиски 13 статей, восемь карт, 23 абриса, две диаграммы, показывающие «распределение ветров на Тобольском Севере» и «количество вывезенной рыбы и рыбных продуктов, добытых в северном рыбопромышленном районе Тобольской губернии в 1910 г.», комплекс документов по опытному огороду в г. Березове, 121 фотографию по темам: «типы народностей и их одежда», «религиозный культ и художественные изделия», «жилища и способы передвижения», «орудия промыслов и домашняя утварь», «лесные виды». За карты Тобольской губернии и печатные труды Александра Александровича наградили Малой золотой медалью выставки.
В 1908—1918 годах Дунин-Горкавич служил губернским лесничим, чиновником особых поручений при министре земледелия, произведён в чин действительного статского советника, дававший право на потомственное дворянство.

### Народный просветитель
После Октябрьской революции А. А. Дунин-Горкавич с энтузиазмом влился в просветительскую работу советской власти. В 1918 году он был назначен научным консультантом Уральской плановой комиссии исполкома Тобольского окружного совета рабочих и крестьянских депутатов.
Дунин-Горкавич инициировал возрождение общественной организации при Музее Тобольского Севера, а в 1920 г. разработал программу краеведческого курса «тобольсковедение», который читал в Тобольском зооветеринарном техникуме. Там же он преподавал курсы оленеводства.
В 1920—1921 гг. он состоял консультантом при Тобольской конторе Центросоюза и при Экспедиции Внешторга. Одновременно в 1921 г. он возглавил Общество изучения края, в правление которого вошли бывший редактор-издатель «Сибирского листка» и член комитета губернского музея М. Н. Костюрина, учителя А. И. Ксенофонтова, И. П. Струкова, М. П. Копотилов, Г. И. Симонов, П. П. Чукомин, В. Н. Новицкий, Н. Ф. Воскресенский, В. П. Смородинцев и другие, всего более 30 человек. 18 сентября 1922 г. А. А. Дунина-Горкавича избрали почётным членом Общества.
В 1922—1924 гг. он работал консультантом при управлении Обь-Иртышского областного управления государственной рыбной промышленности. В этот период он помогал собирать и комплектовать коллекции экспонатов для Всероссийской сельскохозяйственной и кустарно-промышленной выставки, состоявшейся в 1923 г. в Москве. За эту работу Александр Александрович получил благодарность своего работодателя, удостовенного на выставке «диплома признательности».
С 1924 г. Дунин-Горкавич работает в специальной секции Уралплана по северу Уральской области; с 1925 г. — членом-консультантом Тобольского Комитета содействия народностям северных окраин.
Для начинающих краеведов он разработал памятку с предметным библиографическим указателем печатных трудов по Северу, выступал с публичными лекциями для общественности. В журналах Общества изучения края при Музее Тобольского Севера «Наш край» и «Тобольский край» были опубликованы его статьи «Будущее лесов Тобольского Севера» и «Сколько примерно вылавливается населением Тобольского Севера рыбы сырца для своего пропитания и пропитания своих собак».
Президиум Академии наук СССР в 1926 году включил А. А. Дунина-Горкавича в категорию учёных союзного значения и установил для него пожизненную персональную пенсию.
А. А. Дунин-Горкавич всю жизнь сочетал рутинную служебную деятельность и многогранные исследования природы, общества и населения Обского Севера, опубликовав свои наблюдения в монографии «Тобольский Север. Этнографический очерк местных народов». В 1995 году по инициативе ханты-мансийского журналиста и краеведа В. К. Белобородова было выпущено репринтное издание этого трёхтомника.
Научные работы исследователя публиковались в «Ежегоднике Тобольского губернского музея», в изданиях Общества изучения края при Музее Тобольского Севера — «Наш край» и «Тобольский край».
Скончался 9 января 1927 года и был похоронен в Тобольске на Завальном кладбище.

## Награды
- За участие в русско-турецкой войне 1877—1878 годов награждён медалью «За храбрость»
- Бронзовая медаль «За труды по первой всеобщей переписи населения в 1897 году»[3].
- Медаль имени Н. М. Пржевальского. Награждён малой золотой и большой серебряной медалями.
- Почётный член общества изучения края при Тобольском музее Севера.
- Отмечен дипломами, почётными грамотами и медалями региональных и всероссийских союзов, торгово-промышленных и кустарно-промысловых выставок.
- В 1903 году был пожизненно избран членом Русского географического общества[3], членом-корреспондентом Музея антропологии и этнографии Российской академии наук[6].
- Ордена Святой Анны, Святого Владимира, Святого Станислава, Серебряная медаль Александра Невского на ленте[3].

## Оценка
Труд Дунина-Горкавича высоко оценил тоболяк Д. И. Менделеев. В книге «Уральская железная промышленность в 1899 году» химик рассказал о встрече с самаровским лесничим и высоко оценил его картографические работы. В третью часть своей монографии он включил результаты обследования лесов Севера Тобольской губернии «из интересной статьи А. А. Дунина-Горкавича „Север Тобольской губернии“, помещенной в „Ежегоднике“ Тобольского музея (вып. VII) за 1897 г.», проиллюстрировав текст фотографией Дунина-Горкавича, выполнявшего замеры леса на р. Северной Сосьве.
В предисловии к репринтному изданию трёхтомника «Тобольский Север. Этнографический очерк местных народов» губернатор Ханты-Мансийского округа А. В. Филипенко указал, что Дунин-Горкавич предвидел промышленное освоение Западной Сибири, высказывался за необходимость строительства железной дороги от Тюмени до Тобольска, а также выступал за государственную охрану лесов и промыслов с целью предотвращения хищнического вылова рыбы, а также за отмену всех видов повинностей для местного населения. «Изучение богатого наследия А. А. Дунина-Горкавича… необходимо нам и нашим потомкам, чтобы, зная прошлое, понимать настоящее и предвидеть будущее».

## Труды
Научное наследие составляет 69 печатных и рукописных работ по истории, географии, экономике, этнографии Северо-Западной Сибири, картографические материалы и др.
- Состояние лесов Севера Тобольской губернии; эксплуатация их в настоящем и возможная в будущем. «Ежегодник Тобольского Губернского Музея», вып. VI 1896 г[4]. В статье даны обзор деятельности Самаровского лесничества за пять лет, список экспонатов Северного отдела (представлены ихтиологом Н. А. Варпаховским), экспликация в карте Самаровского лесничества с указанием названий рыболовных песков, рыбопромышленных заведений, мест запоров и дровяных пристаней. Помощник делопроизводителя врачебного отделения губернского статистического комитета А. И. Юрасов составил объяснительную записку к карте рыбных промыслов в Тобольской губернии по рекам Оби и Иртышу и комментарии к картограмме по медицинскому отделу[4].
- Север Тобольской губернии. Опыт описания страны, её естественных богатств и промышленной деятельности её населения. С картами и 5 чертежами. Тобольск. 1897 г. Издание Тобольского Губернского Музея, выпуск VIII. 196 стр.
- Карта Тобольской губернии. — СПб.: Картографическое заведение А. Ильина, 1903. — 2 с.
- Справочная книжка Тобольской губернии. — Тобольск: Тип. Епархиального Братства, 1904. — 160 с.
- Географический очерк Тобольского Севера. (Доклад, читанный 22 апреля 1903 г. в Императорском Русском Географическом Обществе). «Известия Императорского Русского Географического Общества», том XL, выпуск 1-й.
- Тобольский Север, в 3-х томах. Этнографический очерк местных народов. 1904—1911. Репринтное издание: Москва: Либерея, 1995.
- Русско-остяцко-самоедский практический словарь наиболее употребительных слов. Тобольск. 1910 г. 58 стр.

## Память
13 мая 1910 г. Русское Географическое общество присвоило имя первооткрывателя одному из северных островов в дельте Оби, впервые нанесённому на карту А. А. Дуниным-Горкавичем.
- В 2000 году именем исследователя названа улица в Ханты-Мансийске.
- В 2003 году в Тобольске на могиле учёного установлен памятник[7].
- Департамент природных ресурсов Ханты-Мансийского автономного округа с 2005 года проводит ежегодную научно-практическую конференцию имени А. А. Дунина-Горкавича[3].
- 15 июня 2007 года в Ханты-Мансийске открыт памятник А. А. Дунину-Горкавичу. Автор скульптуры — Владимир Саргсян. Бронзовая фигура была отлита в подмосковном г. Жуковском[3].
- В 2007 г. поступило предложение создать мемориальный музей А. А. Дунина-Горкавича в его тобольском доме. Соответствующее решение приняли через 2 года общественный фонд «Возрождение Тобольска» и руководство Тобольской биологической станции Уральского отделения Российской академии наук. Музей открылся 11 сентября 2010 г., а 24 июня 2011 г. в цокольном этаже музея открылся новый выставочный зал[3].
- В 2017 году ХМАО-Югра начала эколого-просветительский проект «Маршрутами А. А. Дунина-Горкавича», чтобы увековечить память учёного в точках, через которые прошли его экспедиции. Устанавливаемые памятные знаки представляют собой таблички с портретом исследователя и цитатами из его трудов, а также изображением конкретного пункта на нарисованной исследователем карте[8].